# Rinoceronte-indiano
O rinoceronte-indiano (Rhinocerus unicornis) é um mamífero da família dos rinocerontes encontrado no Nepal e na Índia, estando actualmente confinado a pradarias altas e florestas no sopé dos Himalaias.  O nome que em português se dava a este animal era Ganda, com origem no termo sânscrito "ganda" ou "khadga".

## Descrição

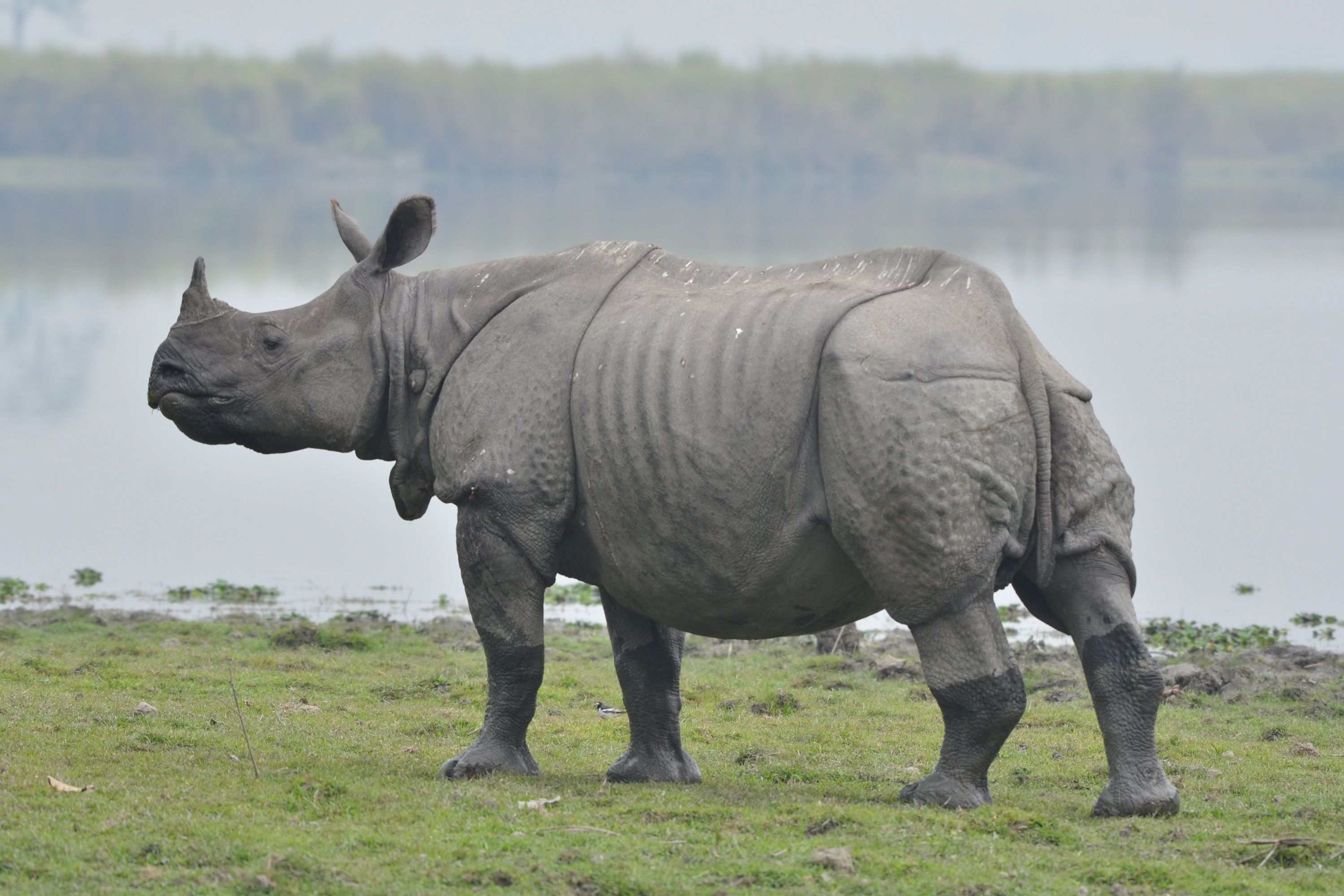
Uma espécime no Parque Nacional de Kaziranga.

A pele, grossa e recortada por profundas pregas, é de um cinzento-acastanhado, possui muito pouco pelo e está coberta de saliências rugosas e duras. O seu tamanho iguala o do rinoceronte-branco e é o quarto maior animal terrestre, depois das três espécies de elefantes. Os machos pesam entre os 2200 e os 3000 kg e as fêmeas rondam os 1600 kg. Mede de 365 a 380 cm de comprimento e de 145 a 170 cm de altura.
Possui um único corno, presente em ambos os sexos, que mede entre 20 e 53 cm, e que, tal como as nossas unhas, é feito de queratina. Os juvenis não apresentam corno, pois este só começa a crescer a partir dos seis anos. É importante referir que o corno não é usado como arma.

## Comportamento
Estes rinocerontes vivem em pradarias altas e em florestas perto de cursos de água, mas graças à perda de habitat são forçados a virar-se para zonas de cultivo. São animais solitários, com excepção das mães e crias e dos pares que acasalam. Precisam de uma área de 2 a 8 km².
Não têm predadores naturais à excepção do tigre, que, na maioria das vezes, só ataca crias desprotegidas, embora haja registos de tigres terem atacado e se alimentando de rinocerontes-indianos adultos.
O rinoceronte-indiano é um herbívoro e a sua dieta consiste em erva, folhas, plantas aquáticas e frutos. Alimentam-se preferencialmente de manhã e à tarde.

## Reprodução
As fêmeas podem ter crias aos cinco anos, enquanto que os machos só atingem a maturidade sexual aos nove. Quando entram no cio as fêmeas assobiam de modo a avisarem os machos de que estão prontas para acasalar. Combates ferozes entre machos irrompem durante esta a época de acasalamento. Contrariamente a outros rinocerontes, os indianos usam os seus dentes afiados da mandíbula inferior para lutar e os ferimentos daí resultantes mostram-se por vezes fatais. O período de gestação é de cerca de 16 meses e as crias são desmamadas aos 18 meses. As crias nascem a intervalos de 3 anos. As progenitoras são protectoras mas afugentarão as suas antigas crias após darem á luz uma nova.

## Classificação
As formas fósseis, Rhinoceros sivalensis Falconer e Cautley, 1847; Rhinoceros namadicus Lydekker, 1876; Rhinoceros kagavena Deraniyagala, 1958 ; Rhinoceros palaeindicus Falconer e Cautley, 1847 ; Rhinoceros kendengindicus Dubois, 1908; e Rhinoceros barinagalensis Srivastava e Verma, 1972 são hoje consideradas sinônimos fósseis do Rhinoceros unicornis.

## População e ameaças
Com uma população de apenas 100 indivíduos no início do século XX, esta espécie é já um sucesso da conservação apresentando actualmente perto de 2500 animais. No entanto, a caça ilegal para a obtenção do corno, que algumas culturas da região acreditam ter poderes curadores, e a perda de habitat para a agricultura continuam a ameaçar a espécie.
Os governos nepalês e indiano têm tomado medidas para proteger o rinoceronte-indiano com a ajuda do World Wildlife Fund (WWF).

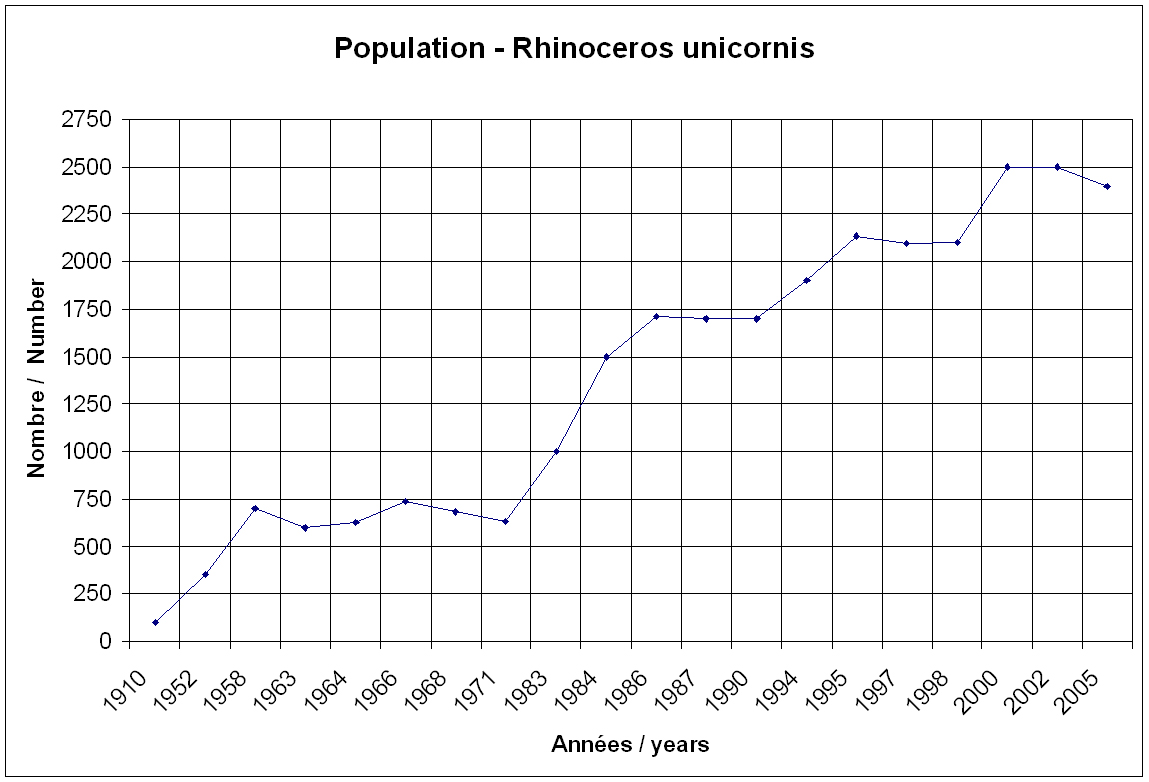
Gráfico do tamanho da população de rinocerontes-indianos ao longo dos anos (em inglês e francês).

| Ano  | Total | Índia | Nepal |
| ---- | ----- | ----- | ----- |
| 1910 | 100   |       |       |
| 1952 | 350   | 300   | 50    |
| 1958 | 700   | 400   | 300   |
| 1963 | 600   |       |       |
| 1964 | 625   | 440   | 185   |
| 1966 | 740   | 575   | 165   |
| 1968 | 680   |       |       |
| 1971 | 630   |       |       |
| 1983 | 1000  |       |       |
| 1984 | 1500  |       |       |
| 1986 | 1711  | 1334  | 377   |
| 1987 | 1700  |       |       |
| 1990 | 1700  |       |       |
| 1994 | 1900  |       |       |
| 1995 | 2135  | 1600  | 535   |
| 1997 | 2095  |       |       |
| 1998 | 2100  |       |       |
| 2000 | 2500  |       |       |
| 2002 | 2500  |       |       |
| 2005 | 2400  |       |       |